# Fűrészfog-effektus

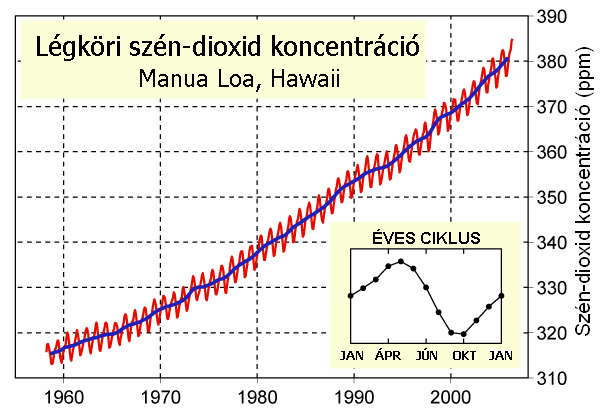
A légköri szén-dioxid-koncentrációt ábrázoló Keeling-görbe. A kisebbik grafikonon a szén-dioxid-koncentráció éves változása van feltüntetve. A mérések a Mauna Loa hegyen (Hawaii) készültek.

A Fűrészfog-effektus Roger Revelle és Charles David Keeling klimatológus nevéhez fűződik. A szén-dioxid éves ingadozásáról van szó, mely az erdők miatt jön létre.
A grafikonon megfigyelhető a fűrészfog-effektus, aminek az északi félteke erdeiben zajló évszakos változás az oka. Az erdők ugyanis minden tavasszal hatalmas mennyiségű szén-dioxidot vonnak ki az atmoszférából, ami a Keeling-görbén a koncentráció visszaesésében jelenik meg. Az ősz beköszöntével növekszik a szén-dioxid koncentráció, ami a lebomlással jár együtt. A Keeling-görbe azonban másra is rámutat: minden ősz végén kicsivel több szén-dioxid marad a légkörben, mint amennyi előtte volt. Charles Keeling úgy vélte, hogy ez a folytonos emelkedés egyértelműen a fosszilis tüzelőanyagok elégetésének a következménye, tehát jelentős részben emberi tevékenységnek köszönhető a globális felmelegedés.